# Гомес, Максимилиано
Максимилиа́но Го́мес Гонса́лес (исп. Maximiliano Gómez González; род. 14 августа 1996, Пайсанду, Уругвай), более известный как Ма́кси Гомес (исп. Maxi Gómez) — уругвайский футболист, нападающий. Выступал за сборную Уругвая. Участник чемпионата мира 2018 года.

## Клубная карьера
Гомес — воспитанник клуба «Дефенсор Спортинг». 4 октября 2015 года в матче против столичного «Насьоналя» он дебютировал в уругвайской Примере, заменив во втором тайме Факундо Кастро. 17 октября в поединке против «Монтевидео Уондерерс» Максимилиано забил свой первый гол за «Дефенсор». В первых семи матчах Гомес забил пять мячей.
Летом 2017 года Максимильяно перешёл в испанскую «Сельту», подписав контракт на пять лет. Сумма трансфера составила 4 млн евро. В матче против «Реал Сосьедада» он дебютировал в Ла Лиге. В этом же поединке Гомес сделал «дубль», забив свои первые голы за «Сельту».
14 июля 2019 года Гомес подписал пятилетний контракт с «Валенсией». Сумма отступных за нападающего составила 140 млн евро. Дебютный матч в составе новой команды для футболиста состоялся 24 августа 2019 года против «Сельты». Первый мяч Гомес забил 14 сентября в ворота Барселоны на Камп Ноу. В сезоне 2021/22 Гомес дважды был удален с поля в матчах против «Атлетик Бильбао». Первый раз за две желтые карточки в матче чемпионата. Второй раз 10 февраля 2022 года в матче Кубка Испании на стадионе Сан-Мамес, где футболист получил прямую красную карточку в перерыве за угрозы помощнику судьи. Футболист был дисквалифицирован на два матча и пропустил финальную игру, где его команда проиграла «Реал Бетис» в серии пенальти.
Летом 2022 года Максимилиано Гомес был выставлен на трансфер, так как «Валенсия», в соответствии с правилами фэйр-плей УЕФА была вынуждена освободить место в квоте игроков не имеющих гражданство стран Европейского Союза. Футболист должен был отправиться в турецкий «Фенербахче». Однако, 31 августа, нападающий подписал контракт с «Трабзонспором». 6 октября 2022 года в матче Лиги Европы УЕФА с «Монако» Гомес был удален с поля на 11-й минуте за удар ногой в лицо Мохамеда Камара.
22 августа 2023 года нападающий отправился в аренду на один сезон в испанский клуб «Кадис».

## Международная карьера
10 ноября 2017 года дебютировал в основной сборной Уругвая в товарищеском матче со сборной Польши. Игра завершилась со счётом 0:0, а Гомес вышел на замену на 74-й минуте вместо Джорджиана Де Арраскаэты.
В 2018 году Гомес принял участие в чемпионате мира в России. На турнире он сыграл в матчах против команд России и Франции.
Гомес был включён в состав сборной на Кубок Америки 2021.

## Статистика
| Выступление       | Выступление      | Выступление      | Лига | Лига | Кубки | Кубки | Кубки КОНМЕБОЛ/ Еврокубки | Кубки КОНМЕБОЛ/ Еврокубки | Остальные | Остальные | Итого | Итого |
| Клуб              | Лига             | Сезон            | Игры | Голы | Игры  | Голы  | Игры                      | Голы                      | Игры      | Голы      | Игры  | Голы  |
| ----------------- | ---------------- | ---------------- | ---- | ---- | ----- | ----- | ------------------------- | ------------------------- | --------- | --------- | ----- | ----- |
| Дефенсор Спортинг | Первый дивизион  | 2015/16          | 21   | 14   | —     | —     | 4                         | 0                         | —         | —         | 25    | 14    |
| Дефенсор Спортинг | Первый дивизион  | 2016             | 14   | 4    | —     | —     | 0                         | 0                         | —         | —         | 14    | 4     |
| Дефенсор Спортинг | Первый дивизион  | 2017             | 12   | 10   | —     | —     | 1                         | 1                         | —         | —         | 13    | 11    |
| Дефенсор Спортинг | Итого            | Итого            | 47   | 28   | —     | —     | 5                         | 1                         | —         | —         | 52    | 29    |
| Сельта            | Примера          | 2017/18          | 36   | 17   | 3     | 0     | —                         | —                         | —         | —         | 39    | 17    |
| Сельта            | Примера          | 2018/19          | 35   | 13   | 1     | 0     | —                         | —                         | —         | —         | 36    | 13    |
| Сельта            | Итого            | Итого            | 71   | 30   | 4     | 0     | —                         | —                         | —         | —         | 75    | 30    |
| Валенсия          | Примера          | 2019/20          | 33   | 10   | 3     | 1     | 6                         | 0                         | 1         | 0         | 43    | 11    |
| Валенсия          | Примера          | 2020/21          | 31   | 7    | 0     | 0     | —                         | —                         | —         | —         | 31    | 7     |
| Валенсия          | Итого            | Итого            | 64   | 17   | 3     | 1     | 6                         | 0                         | 1         | 0         | 74    | 18    |
| Всего за карьеру  | Всего за карьеру | Всего за карьеру | 182  | 75   | 7     | 1     | 11                        | 1                         | 1         | 0         | 201   | 77    |